# Calixto García (Cuba)
Calixto García è un comune di Cuba, situato nella provincia di Holguín.